# إيلام الزاوية الضلعية الفقرية
إيلام الزاوية الضلعية الفقرية (بالإنجليزية: Costovertebral angle tenderness)‏ هو ألم ينتج عن لمس المنطقة داخل الزاوية الضلعية الشظية. تتكون الزاوية الضلعية الفقرية من الضلع الثاني عشر والعمود الفقري. تقييم التهاب الزاوية الضلعية الفقرية هو جزء من فحص بطني، ويشير هذا الالتهاب إلى علم الأمراض  
الكلى.

## التشريح
الزاوية الضلعية الفقرية هي مفهوم تشريحي لعلاقة الضلع الثاني عشر بالنتوءات المستعرضة فقرة القطنية. يوجد زاوية ضلعية فقرية واحدة على كل جانب من جوانب العمود الفقري. يتكون الجزء الجانبي ( قائمة مصطلحات تشريح المواضع) من الزاوية من الحد السفلي للضلع الثاني عشر، ويتكون الجزء الإنسي
( قائمة مصطلحات تشريح المواضع ) منها بواسطة النتوءات المستعرضة للفقرات القطنية. تختلف الزاوية الضلعية الفقرية عن المفاصل الضلعية.
يقع القطبان السفليان للكلى (كلية) داخل الزاوية الضلعية الفقرية تمتد كمية صغيرة من غشاء الجنب أسفل الضلوع في هذه الزاوية.

## الفحص البدني
لاختبار حساسية الزاوية الضلعية القلبية، يقوم الفاحص أولاً بتطبيق ضغط لطيف على المنطقة داخل الزاوية بإصبعه. إذا لم يولد الضغط اللطيف إيلاما، يضع الفاحص إحدى يديه فوق المنطقة داخل الزاوية وينقر تلك اليد برفق بقبضة اليد الأخرى المغلقة.

## التشخيص التفاضلي
غالبًا ما يشير مضض الزاوية الضلعية الفقرية إلى أمراض الكلى، ولكنه قد ينتج عن مشاكل طبية أخرى. غالبًا ما يوجد التهاب هذه في التهاب الحويضة والكلية الحاد. قد يكون ألم الزاوية الضلعية الفقرية موجودًا في المرضى الذين لديهم حصاة كلوية، حصوة في الحالب، انسداد مفصل الحالب، خراج الكلي، عدوى الجهاز البولي و جزر مثاني حالبي. إيلام الزاوية الضلعية الفقرية موجود أيضًا في المرضى الذين يعانون من التهاب أعور والتهاب الزائدة الدودية خلف الصفاق وخراجات في تجويف خلف الصفاق. في المرضى الذين يعانون من مرض فقر الدم المنجلي، قد يؤدي انسداد تدفق الدم إلى الكلى إلى الشعور بالألم في القلب والأوعية الدموية.
يدعم الألم البسيط في منطقة الزاوية الضلعية الفقرية لدى المرضى الذين يعانون من آلام أسفل الظهر تشخيصًا بخلاف أمراض الكلى.

## التاريخ
تم وصف هذا الاختبار الطبي لأول مرة من قبل الجراح الأمريكي جون بنجامين مورفي في عام 1884.
في دول ما بعد الاتحاد السوفيتي وأوروبا الشرقية، يُطلق عليها غالبًا علامة باسترناكي على اسم الطبيب الباطني بيلاروسيون فيودور إجناتجيفيتش باسترناكي الذي وصفها خلال جولاته في مستشفى إقليمي في مينسك عام 1888.
في بولندا، يُطلق عليها غالبًا علامة غولد فلام على اسم طبيب الأعصاب البولندي صمويل جولدفلام الذي وصفها في عام 1900.